# Ilfeld
Ilfeld este o comună din landul Turingia, Germania.